# Apollo 6
Cet article possède un paronyme, voir Apollosix.
Apollo 6 ou AS-502 (Apollo-Saturn 502) est la deuxième mission spatiale du programme Apollo qui met en œuvre la fusée spatiale Saturn V, la plus puissante jamais construite jusque là. L'agence spatiale américaine (la NASA) souhaite confirmer dans le cadre de ce vol sans équipage les résultats satisfaisants obtenus lors de la mission Apollo 4. Mais le lanceur, qui décolle le 4 avril 1968, connait une série de défaillances. Le premier étage subit un effet pogo inattendu, deux des cinq moteurs-fusées J-2 du deuxième étage s'éteignent de manière prématurée, le troisième étage ne parvient pas à se rallumer comme prévu dans le cadre d'une mission lunaire et la coiffe qui protège la charge utile perd en partie son enveloppe extérieure. Le vaisseau Apollo emporté par la fusée est néanmoins placé en orbite. Il réussit les manœuvres planifiées et amerrit dans l'océan Pacifique à l'issue de ses tests[pas clair].
À la suite de ce vol les techniciens et ingénieurs parviennent à identifier l'origine de l'ensemble des pannes subies par le lanceur durant la mission et à mettre au point des solutions pour qu'elles ne se reproduisent pas. La NASA décide en conséquence que la fusée est devenue suffisamment fiable pour pouvoir emporter au cours du vol suivant un équipage. Ce sera la mission Apollo 7.

## Objectifs et préparations

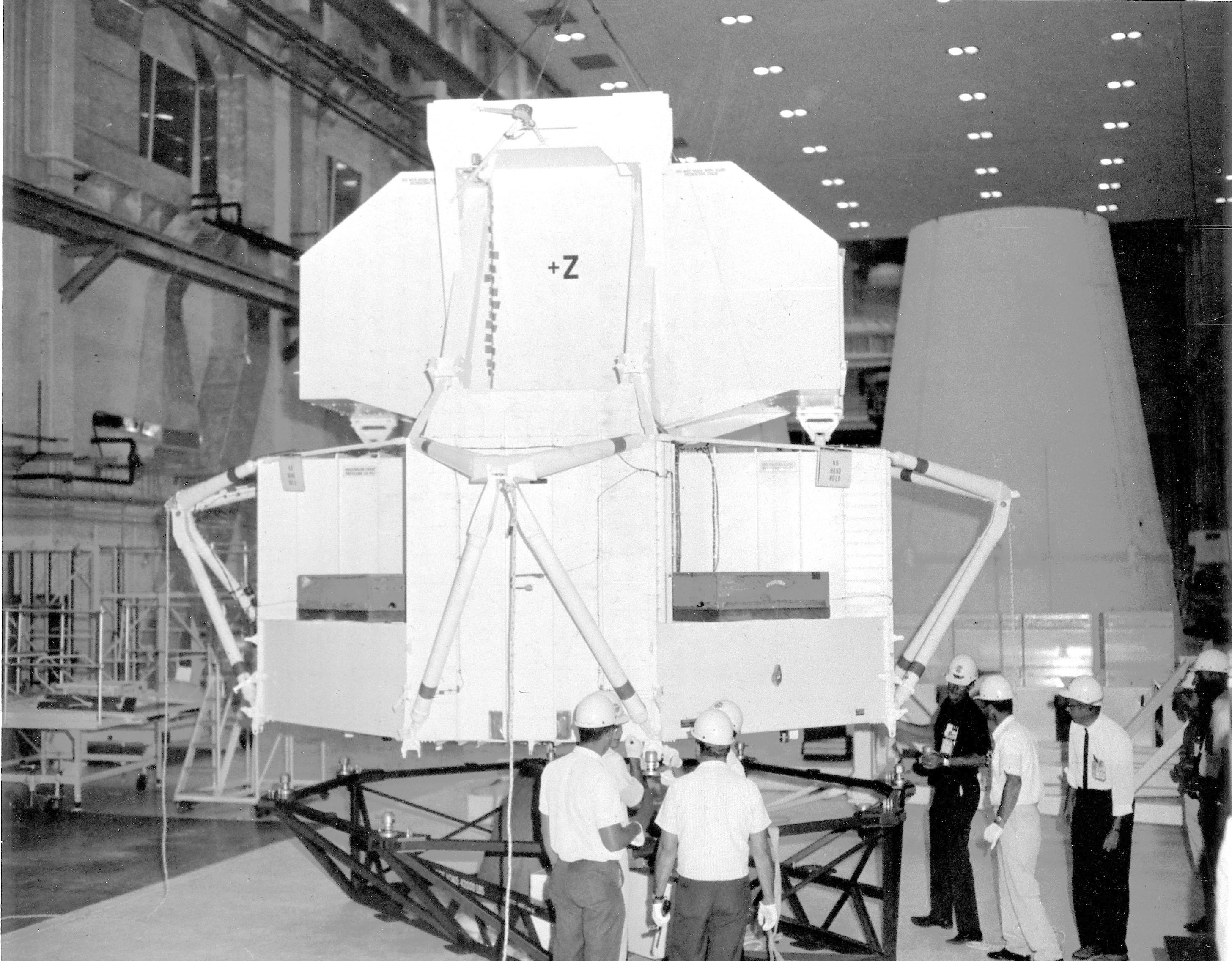
Maquette du module lunaire LTA-2R (en cours d'installation).

La mission Apollo 6 est un vol sans équipage destiné à tester le second exemplaire de la fusée Saturn V avec comme charge utile un vaisseau Apollo et une maquette grandeur nature de module lunaire (LTA-2R) équipée de capteurs, permettant d'étudier les vibrations induites par la propulsion du premier étage de la Saturn V (effet pogo).
Le plan de vol prévu consiste à placer le vaisseau Apollo sur une orbite basse de parking, puis par rallumage du troisième étage de la Saturn V, à l'injecter sur une trajectoire coupant l'orbite lunaire. Ensuite, simuler l'annulation de ce transfert lunaire et opérer un retour vers la Terre avec le moteur du module de Service. La dernière étape du vol devait tester une rentrée du module de commande dans l'atmosphère réalisée dans les conditions d'un retour lunaire, à savoir une vitesse de 11 100 m/s sous un angle de rentrée de -6.5 degrés. L'ensemble du vol devait durer 10 heures.
Ce fut la première mission qui utilisa le Vehicle Assembly Building (VAB), la chambre de tir n° 2 et la base mobile de lancement #2.

## Déroulement du vol

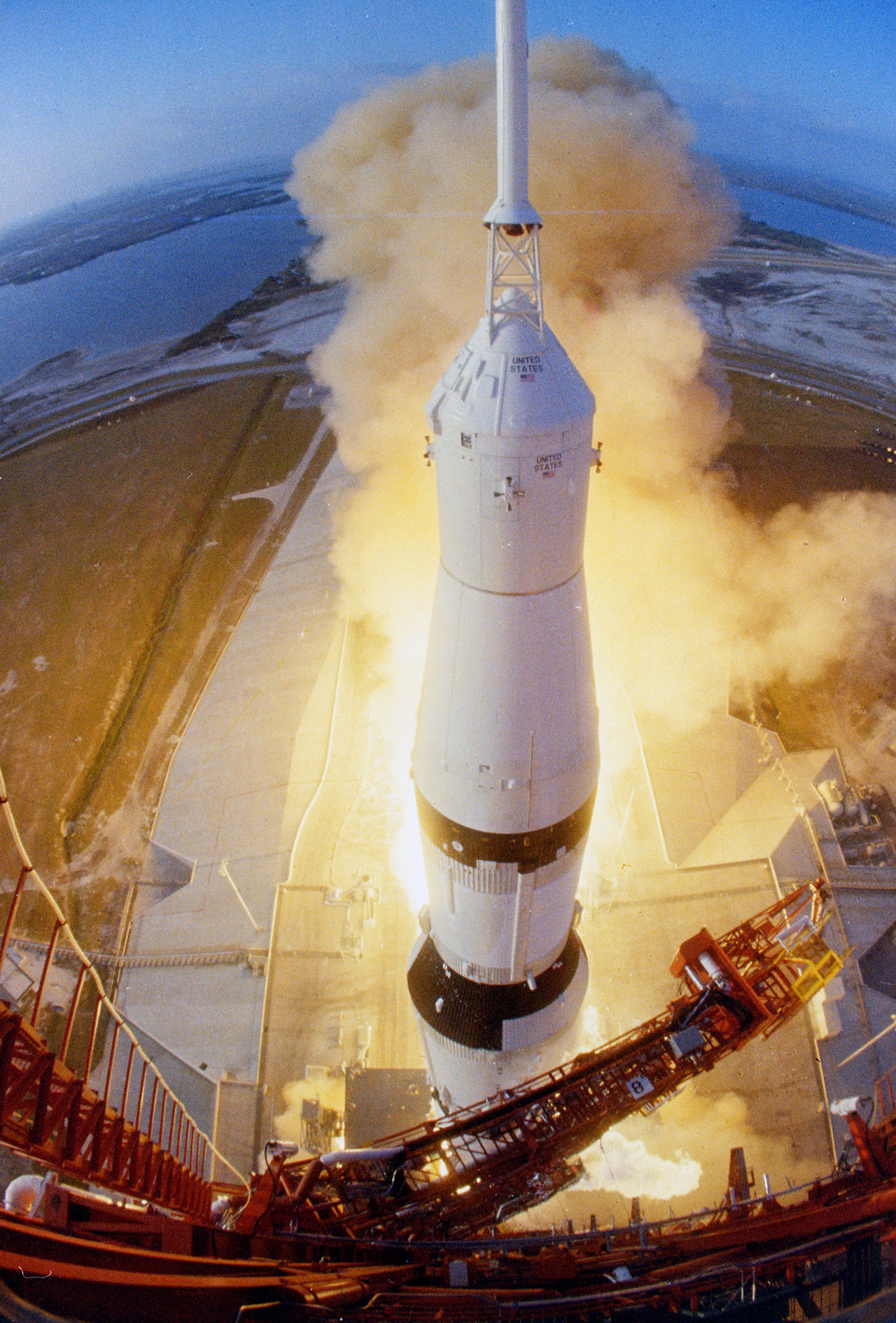
Le lancement

Bien que le vol ait été considéré comme un test concluant, le comportement de la fusée Saturn V (dont c'était le deuxième exemplaire après Apollo 4 en novembre 1967) n'a pas été entièrement satisfaisant. Chacun des trois étages a présenté des dysfonctionnements.
Tout de suite après le décollage, en effet, le premier étage a posé des problèmes : oscillation et vibration dépassant les seuils fixés sont enregistrées dans le module de commande.

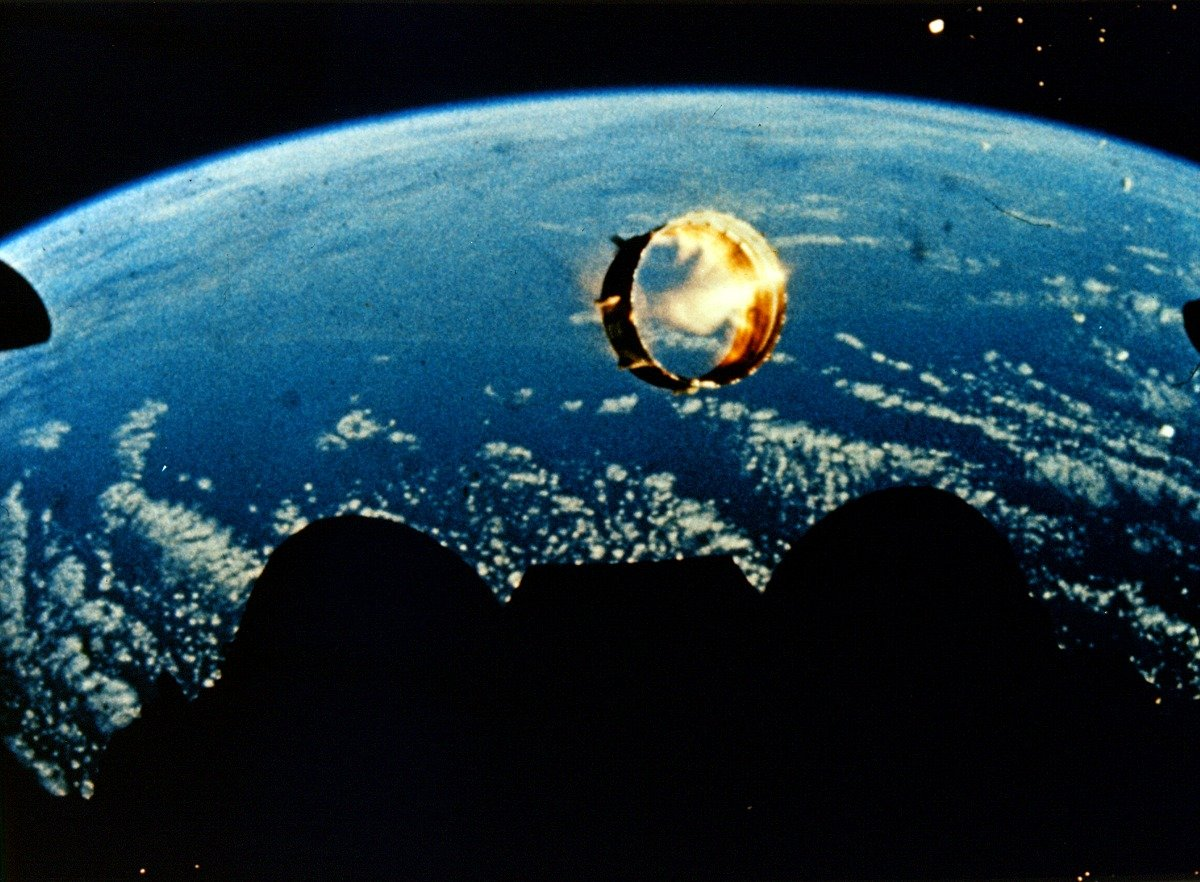
Photo extraite d'un film décrivant l'abandon de l'anneau séparant les deux premiers étages, pendant la phase de décollage.

Ensuite, la séparation entre le 1er et le 2e étage s'est certes déroulée convenablement (l'abandon de l'anneau de raccordement inter-étage a été filmé par une caméra placée à l'arrière du 2e étage, récupérée par la suite) mais deux des cinq moteurs J-2 du deuxième étage se sont arrêtés prématurément. L'un d'eux s'est arrêté du fait d'un dysfonctionnement de son système d'allumage. Ce moteur a alors transmis un signal de panne à l'ordinateur de bord qui, à la suite d'une erreur de câblage, a arrêté un autre moteur qui fonctionnait parfaitement. Sur un vol habité, un tel incident aurait annulé la mission. Mais, compte tenu du fait que la fusée n'emportait aucun équipage, les contrôleurs au sol ont décidé la poursuite de la mission. La poussée manquante a été compensée par les autres moteurs, mais l'orbite circulaire de parking n'a pas pu être atteinte comme prévu, remplacée par une orbite elliptique 367 x 178 km.
Enfin, après deux orbites terrestres, l'injection sur une trajectoire translunaire par rallumage du troisième étage n'a pu être réalisée : l'unique moteur J-2 ne s'est pas rallumé. En remplacement, le moteur du module de service a été activé pour élever l'apogée de l'orbite à 22 204 km, permettant de réaliser un retour dans l'atmosphère terrestre à la vitesse de 10 000 m/s au lieu de 11 000 m/s comme prévu, ce qui testa néanmoins le bouclier thermique du module de commande dans des conditions proches du nominal.
Au terme d'un vol qui aura duré moins de dix heures, le module de commande a été récupéré dans l'Océan Pacifique par le porte-avions USS Okinawa (il est aujourd'hui exposé au Fernbank Science Center, à Atlanta, en Géorgie).
Malgré les différents problèmes rencontrés, les principaux objectifs de ce vol ont été atteints, ce qui a conforté la NASA dans la poursuite du programme.

## Données détaillées
Vol n° AS 502 ; fusée Saturn V (S-IC2 + S-II-2 + S-IVB-502 + S-IU-502).
Vaisseaux spatiaux : Apollo CM-02 + SM-014 + LTA-2R.

## Photographies

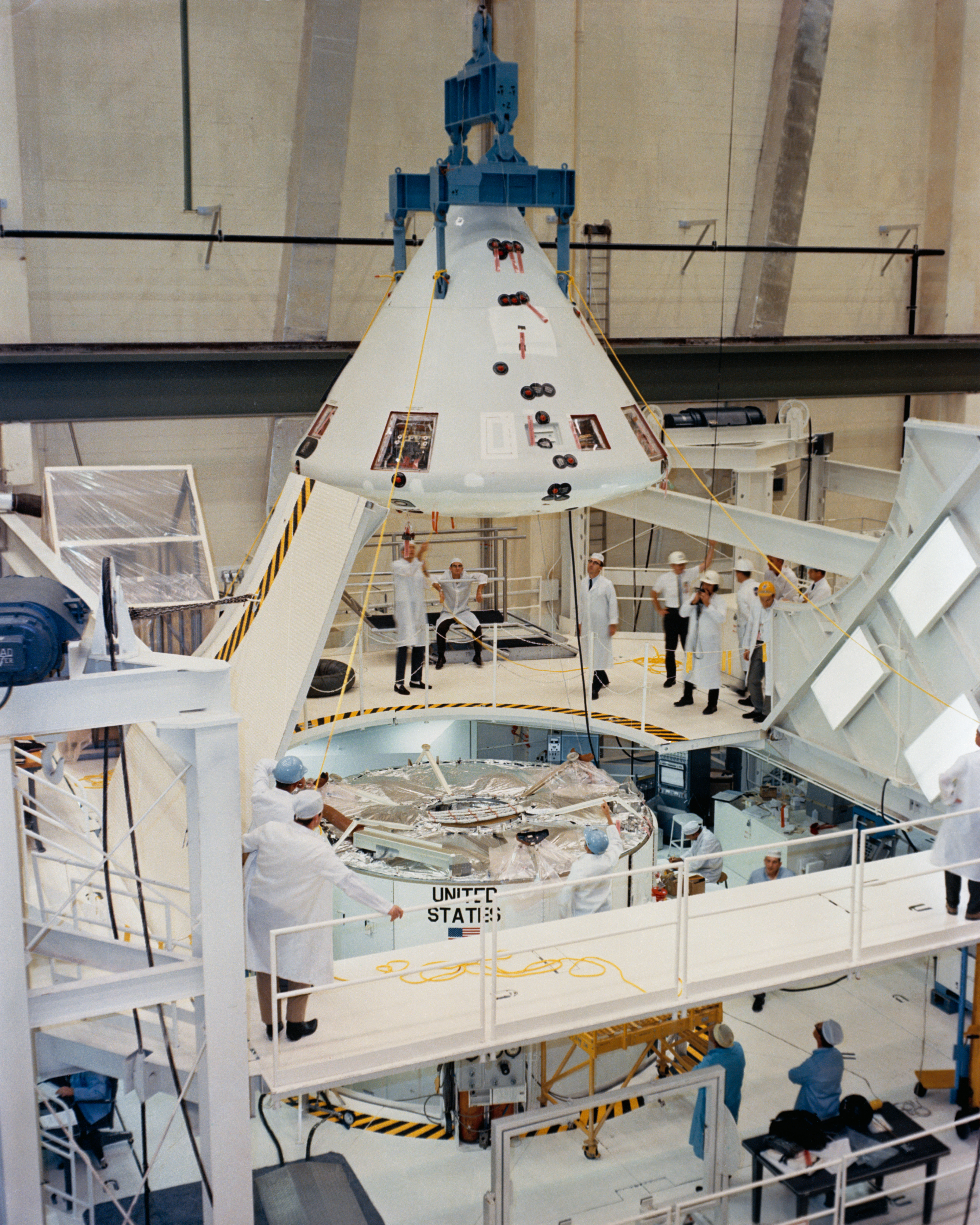
Le module de commande installé au sommet de la fusée
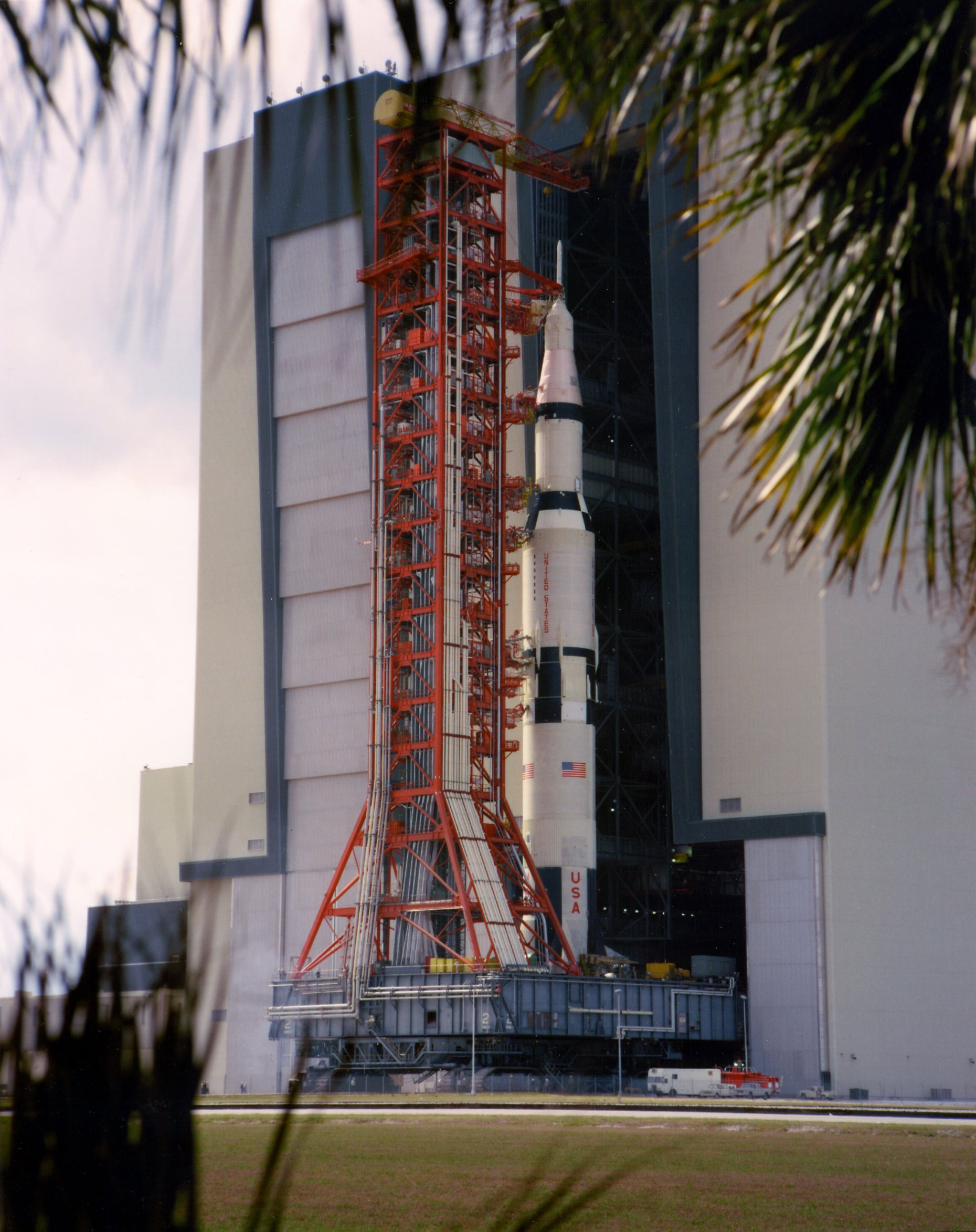
La fusée sort du VAB
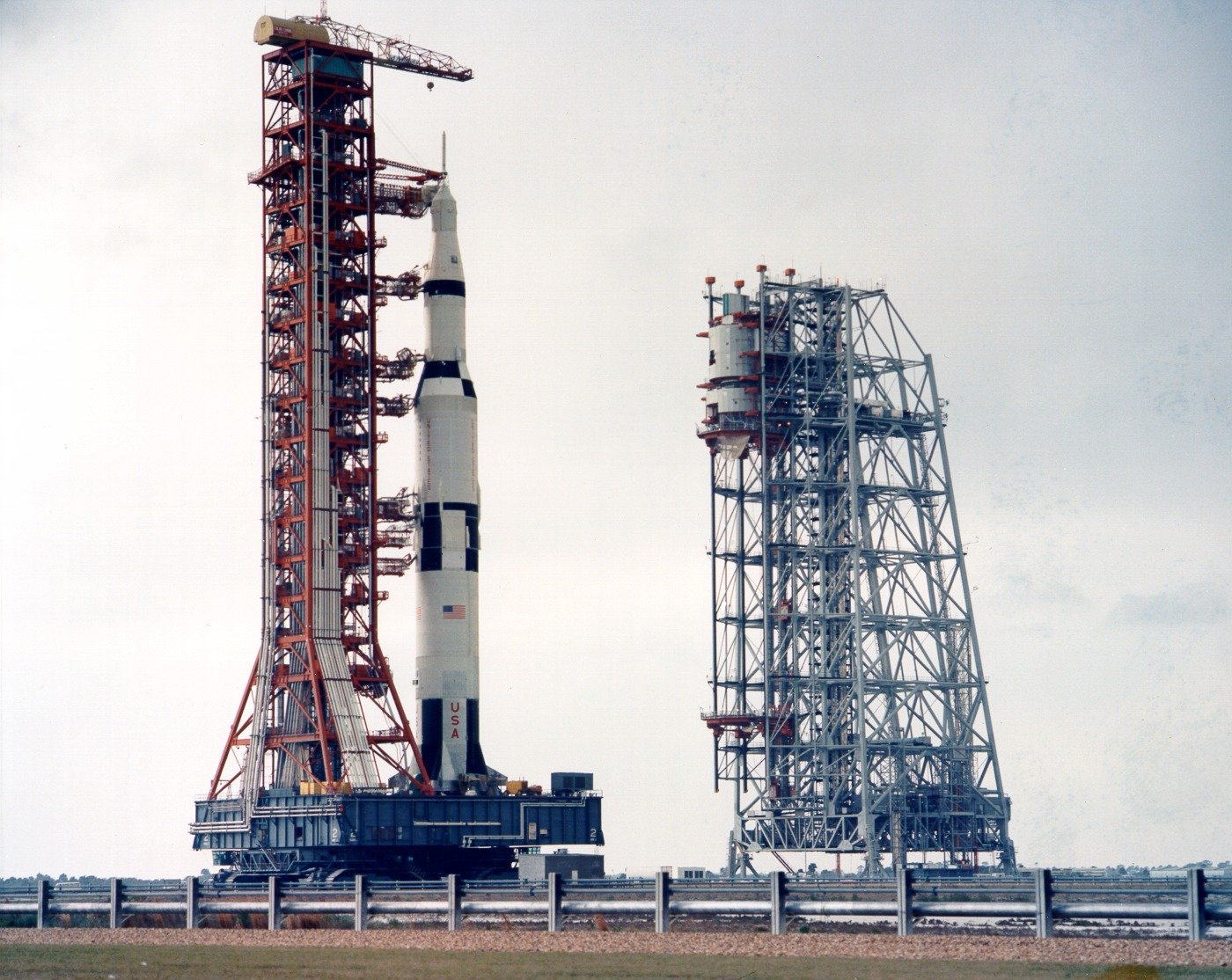
La fusée acheminée vers son aire de lancement
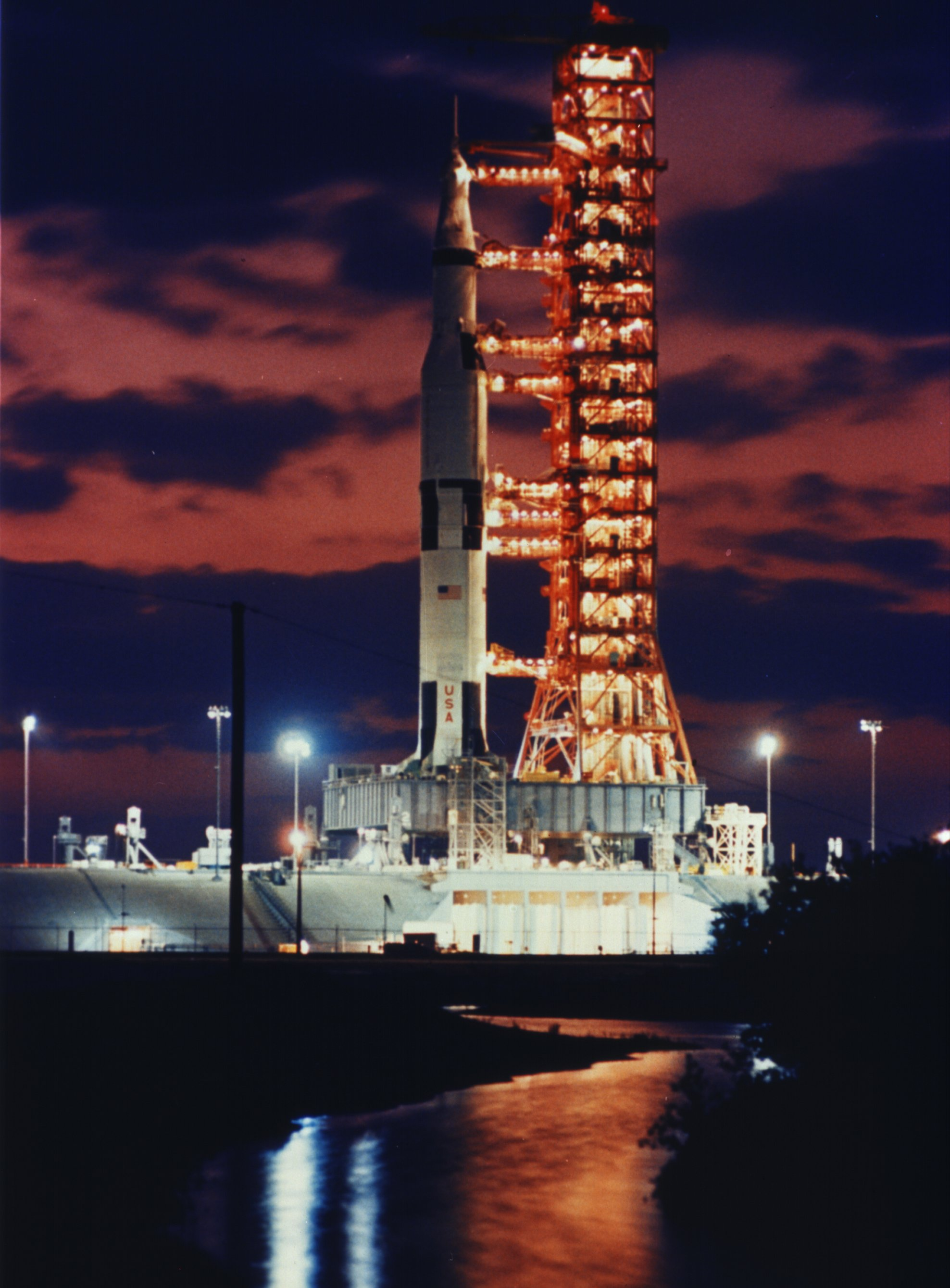
La fusée et la tour de lancement
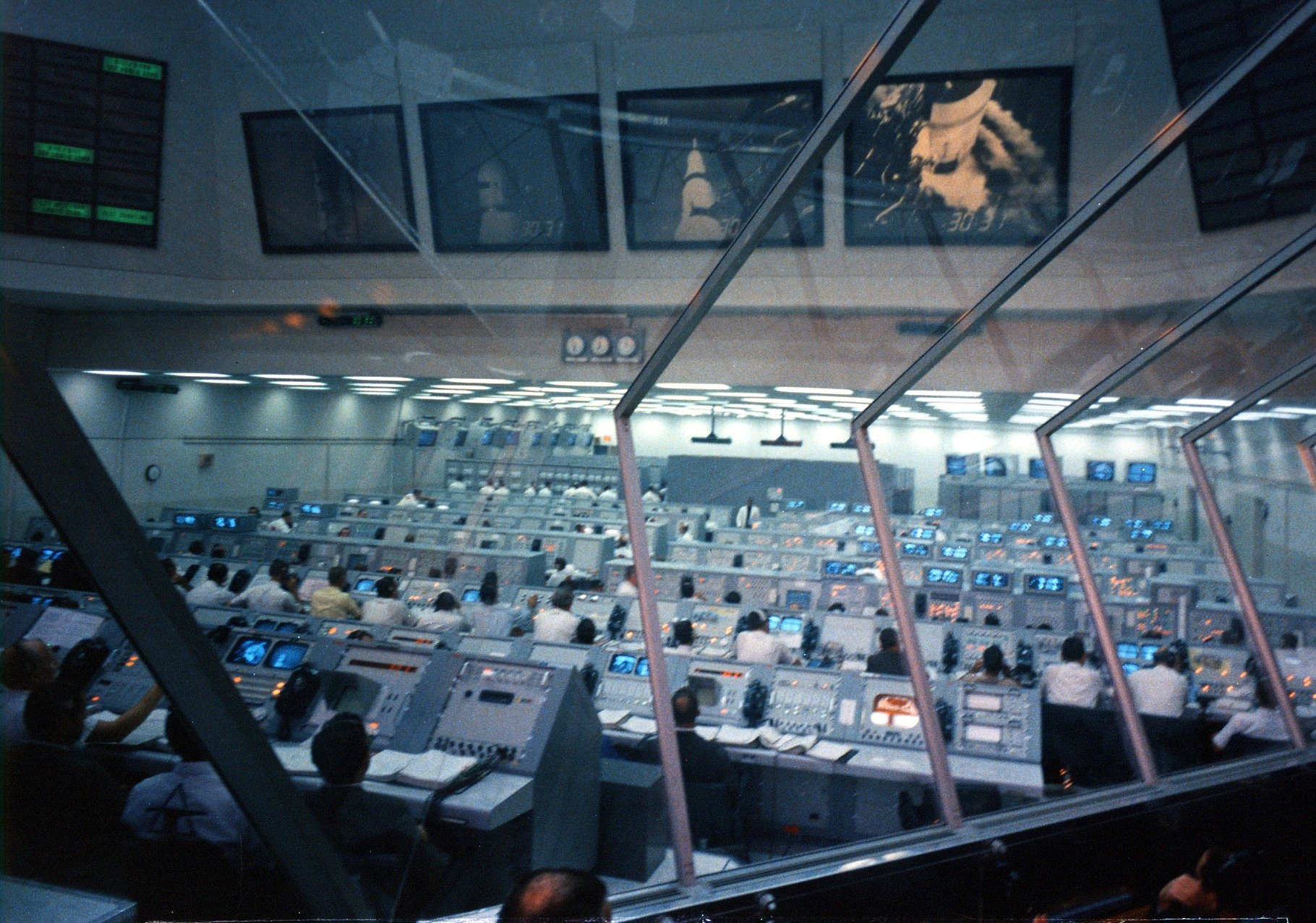
La salle de contrôle à Cap Kennedy
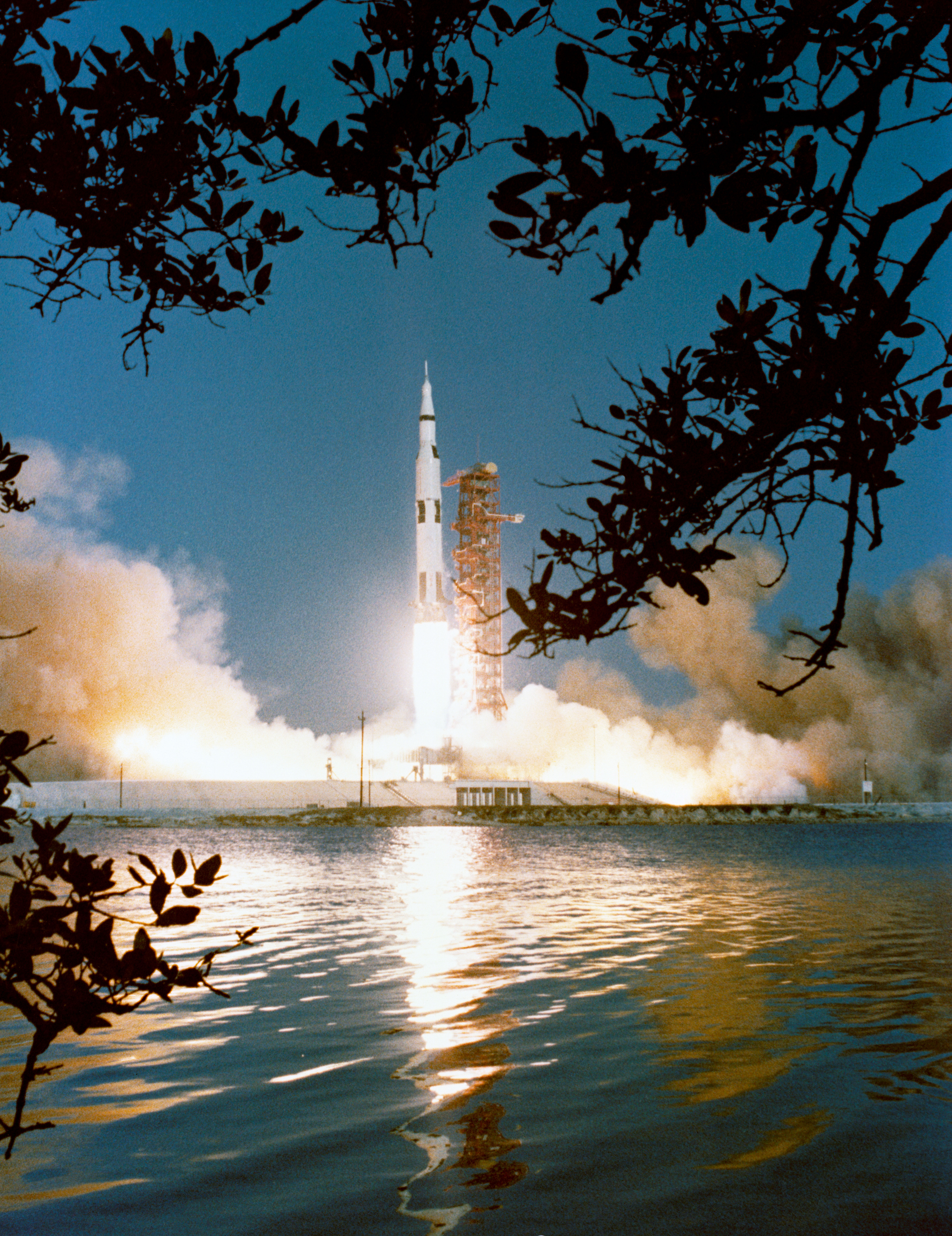
Le décollage
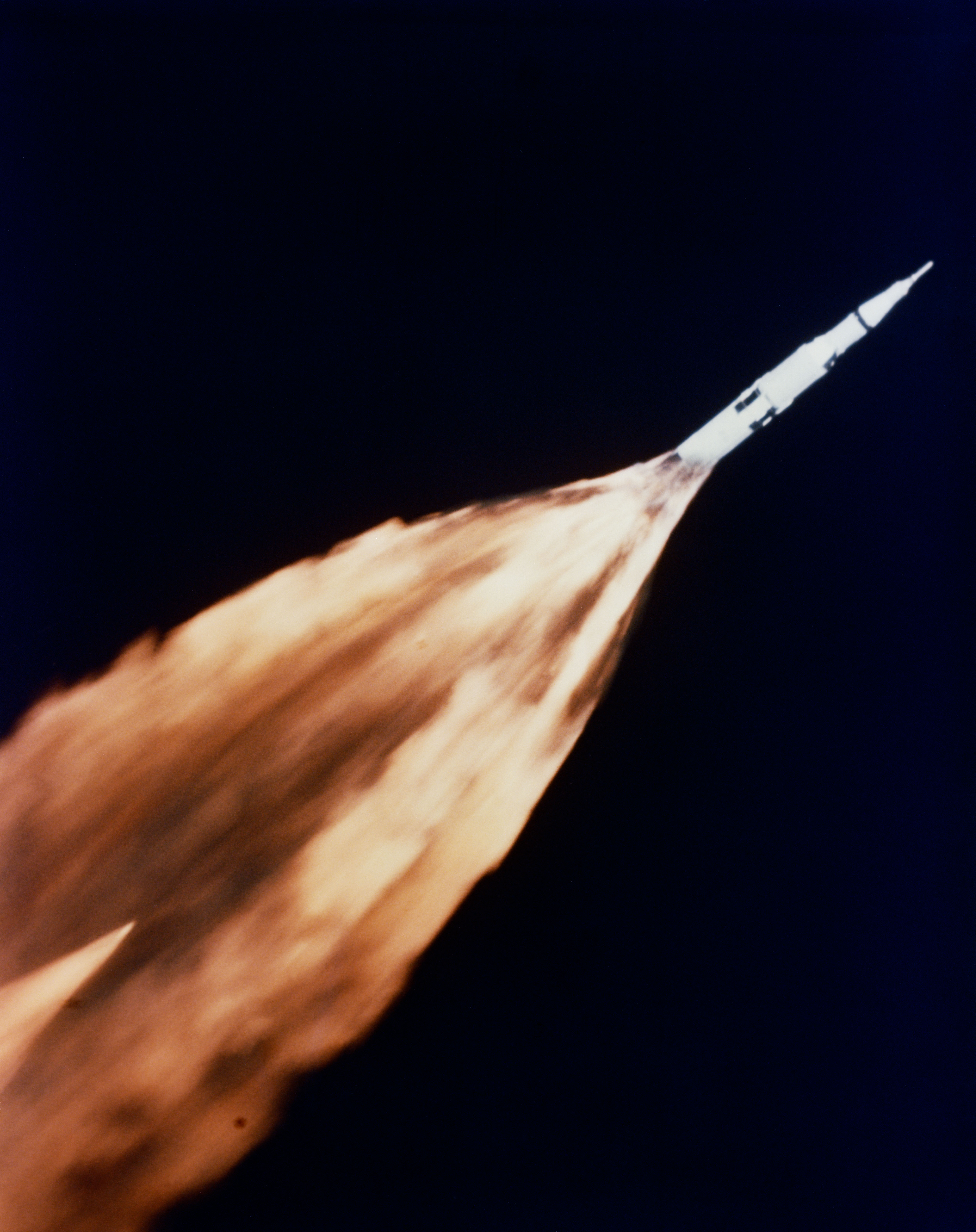
L'ascension dans le ciel
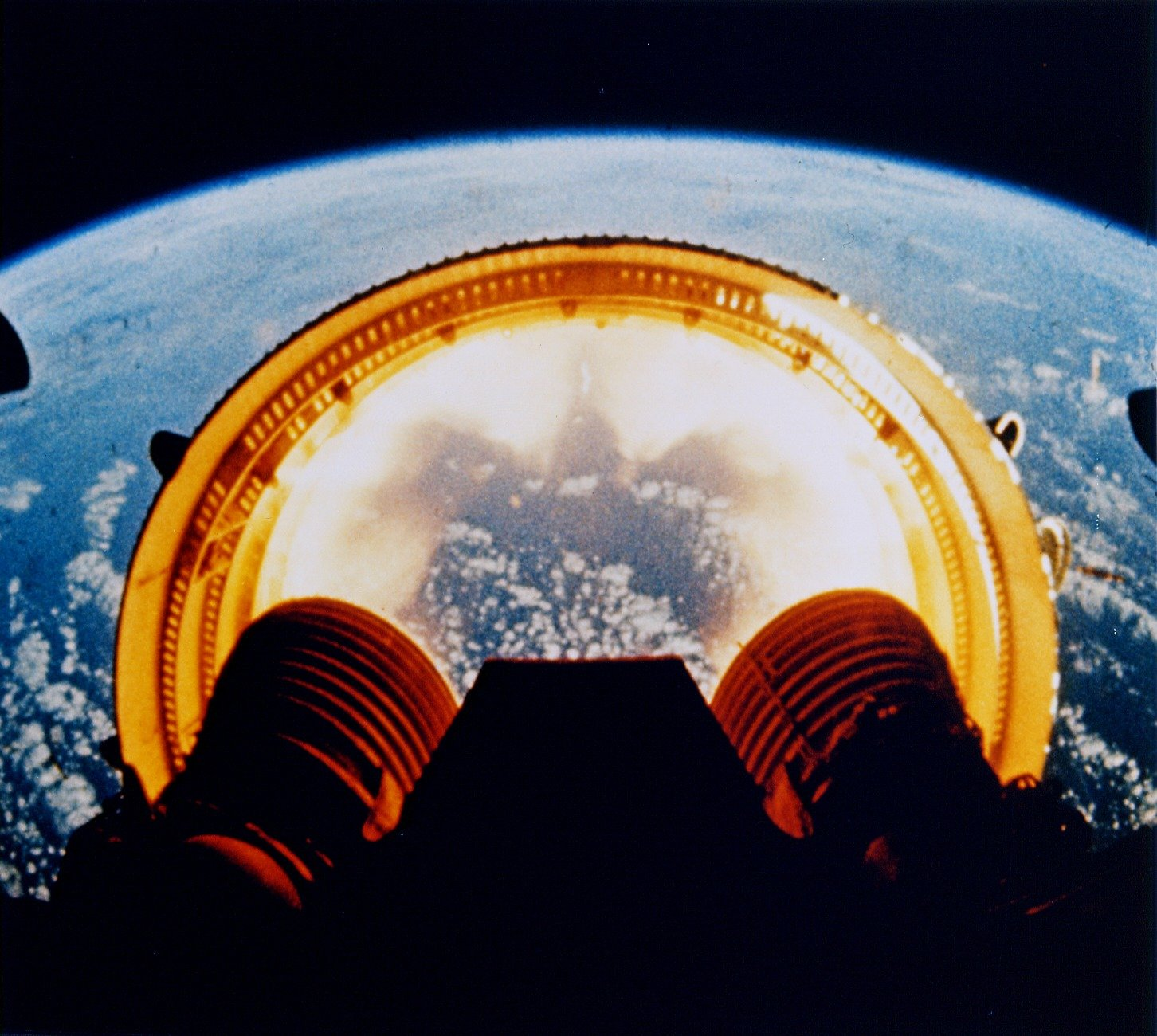
L'abandon de l'anneau séparant les deux premiers étages
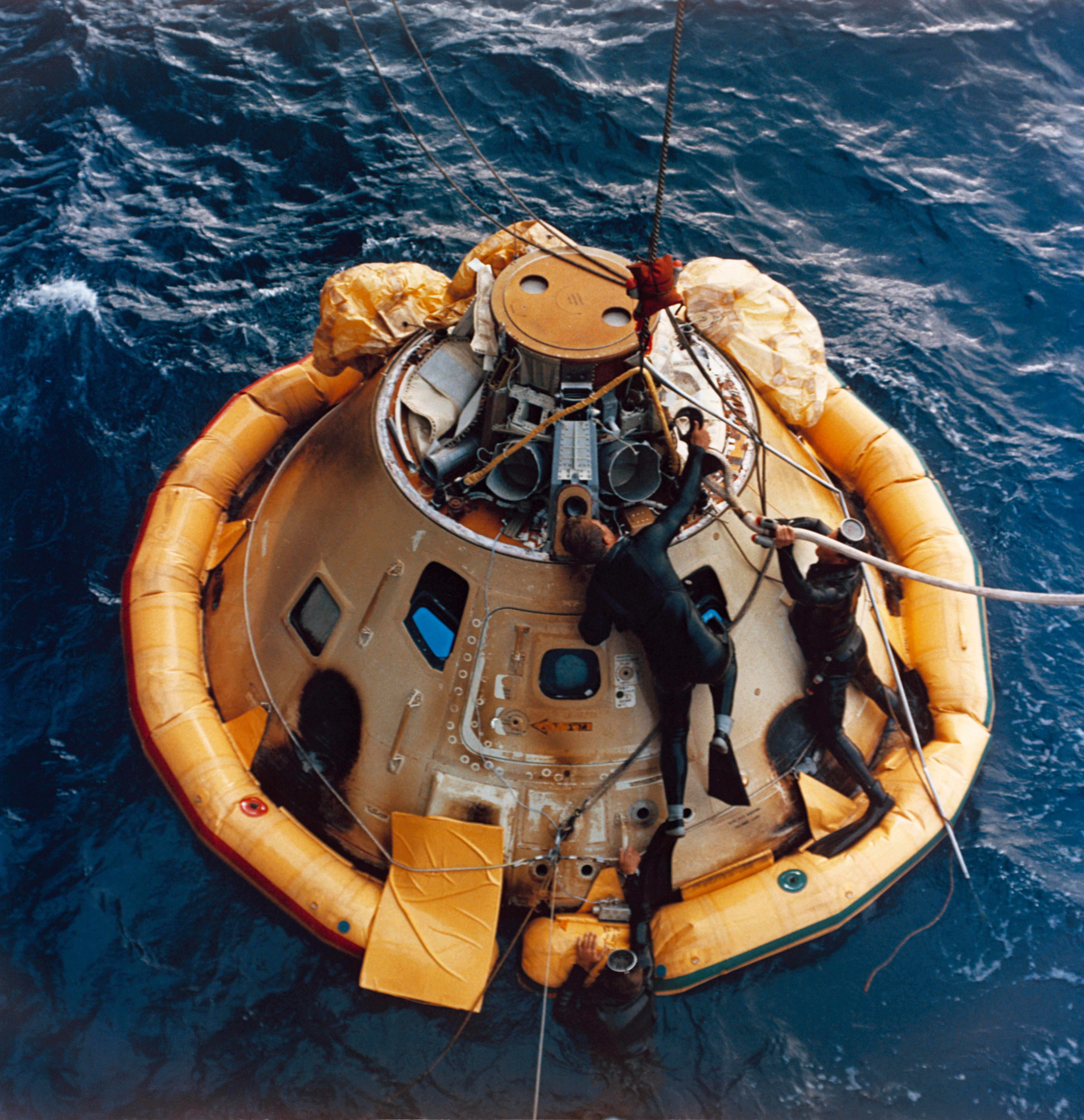
La récupération du module de commande
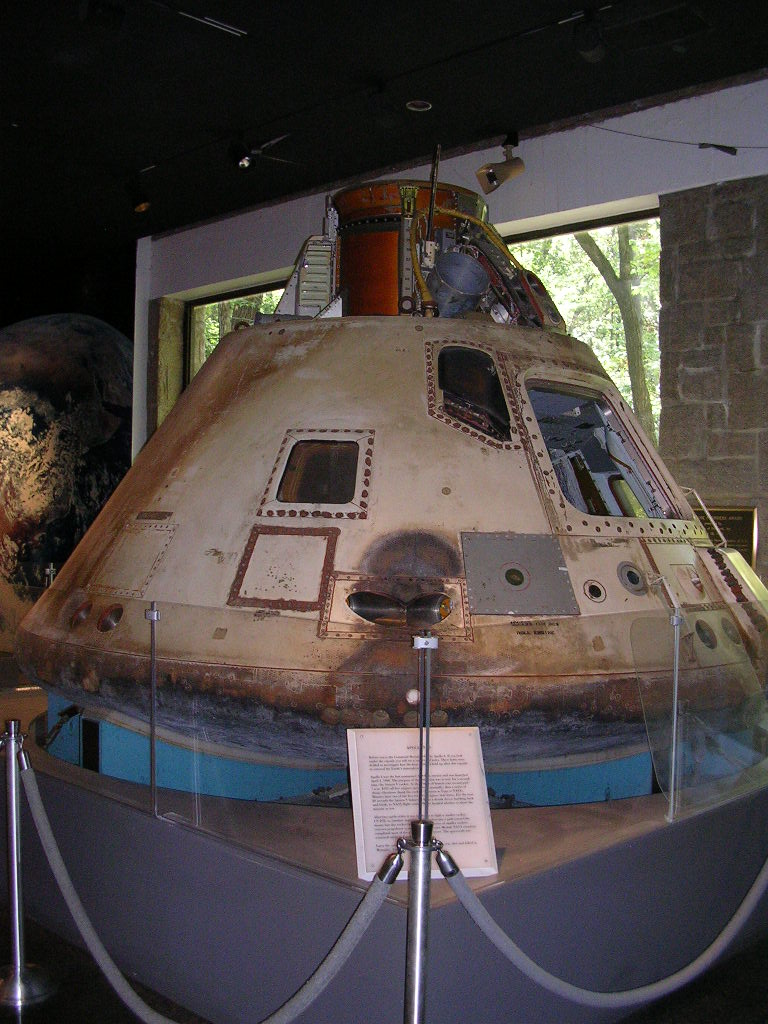
Le module de commande exposé à Atlanta

## Source
- (en) Cet article est partiellement ou en totalité issu de l’article de Wikipédia en anglais intitulé « Apollo 6 » (voir la liste des auteurs).